# آشپزی آمریکایی چینی
آشپزی آمریکایی چینی به شیوه و سبک آشپزی می‌گویند که در رستورانهای چینی ایالات متحده آمریکا مرسوم است. این سبک آشپزی با ذائقه غربی سازگاری دارد و با آشپزی اصلی و ملی چین تفاوت قابل توجهی دارد. در قرن نوزدهم میلادی در آمریکا، رستوران‌های کانتونی چینی گسترش و توسعه پیدا کردند. آشپزهای چینی برای همسان سازی غذاهای چینی و ذائقه آمریکایی، تغییراتی را در غذاهای چینی به وجود آوردند. نخستین غذاهای چینی برای کارگران راه‌آهن ایالات متحده آمریکا طبخ شد، این غذاها در شهرک‌هایی تهیه می‌شد که مردم آنجا اطلاعاتی راجع به غذای چینی نداشتند. 

## نگارخانه

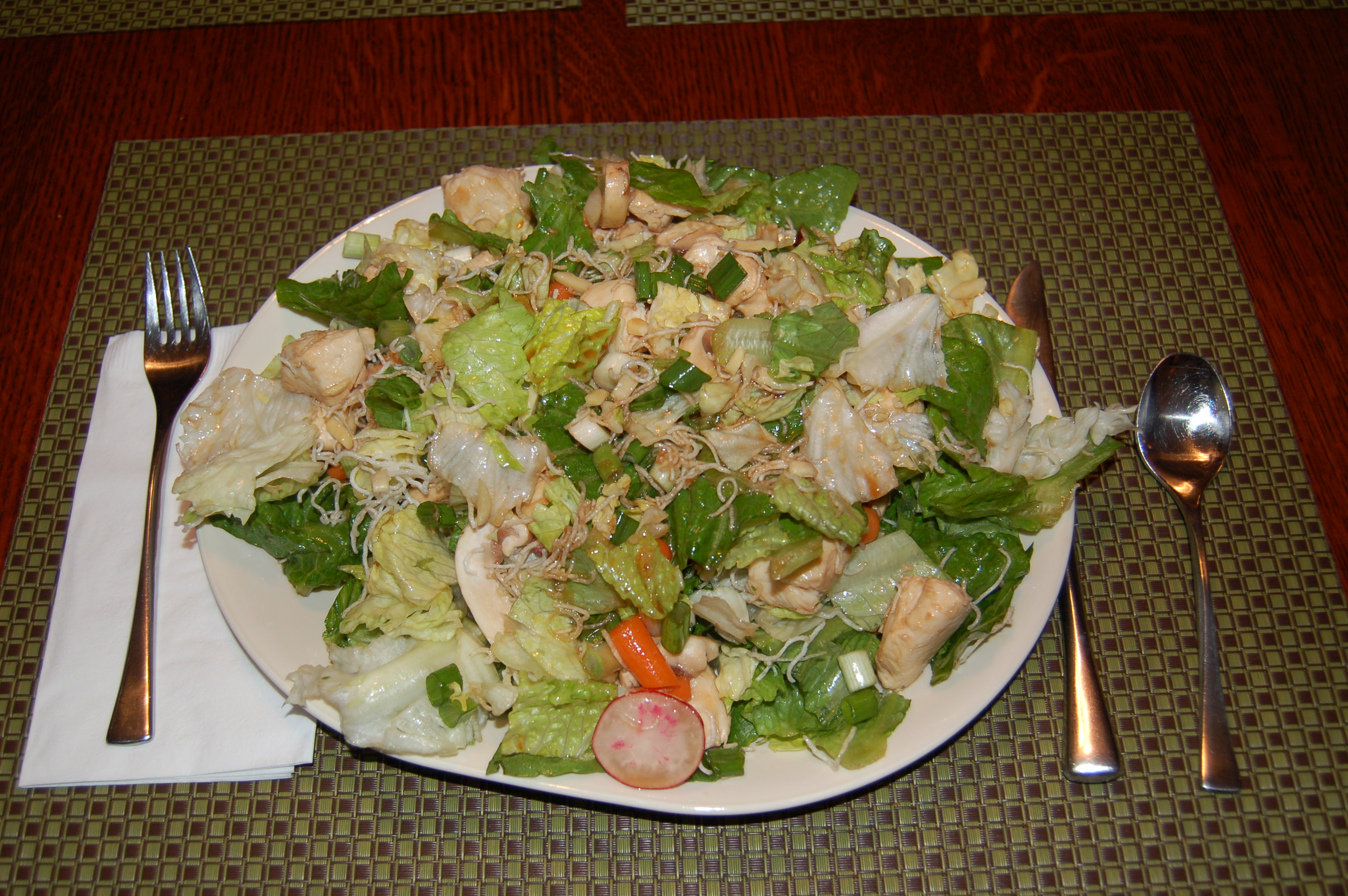
سالاد مرغ چینی در رستوران‌های آمریکا
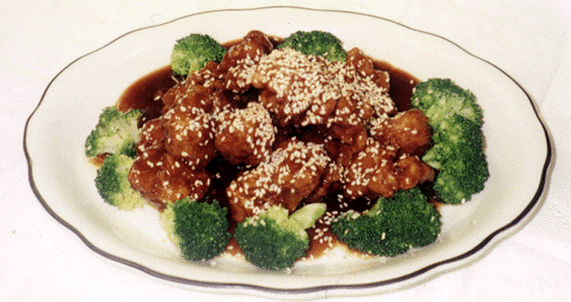
خوراک مرغ و کنجد
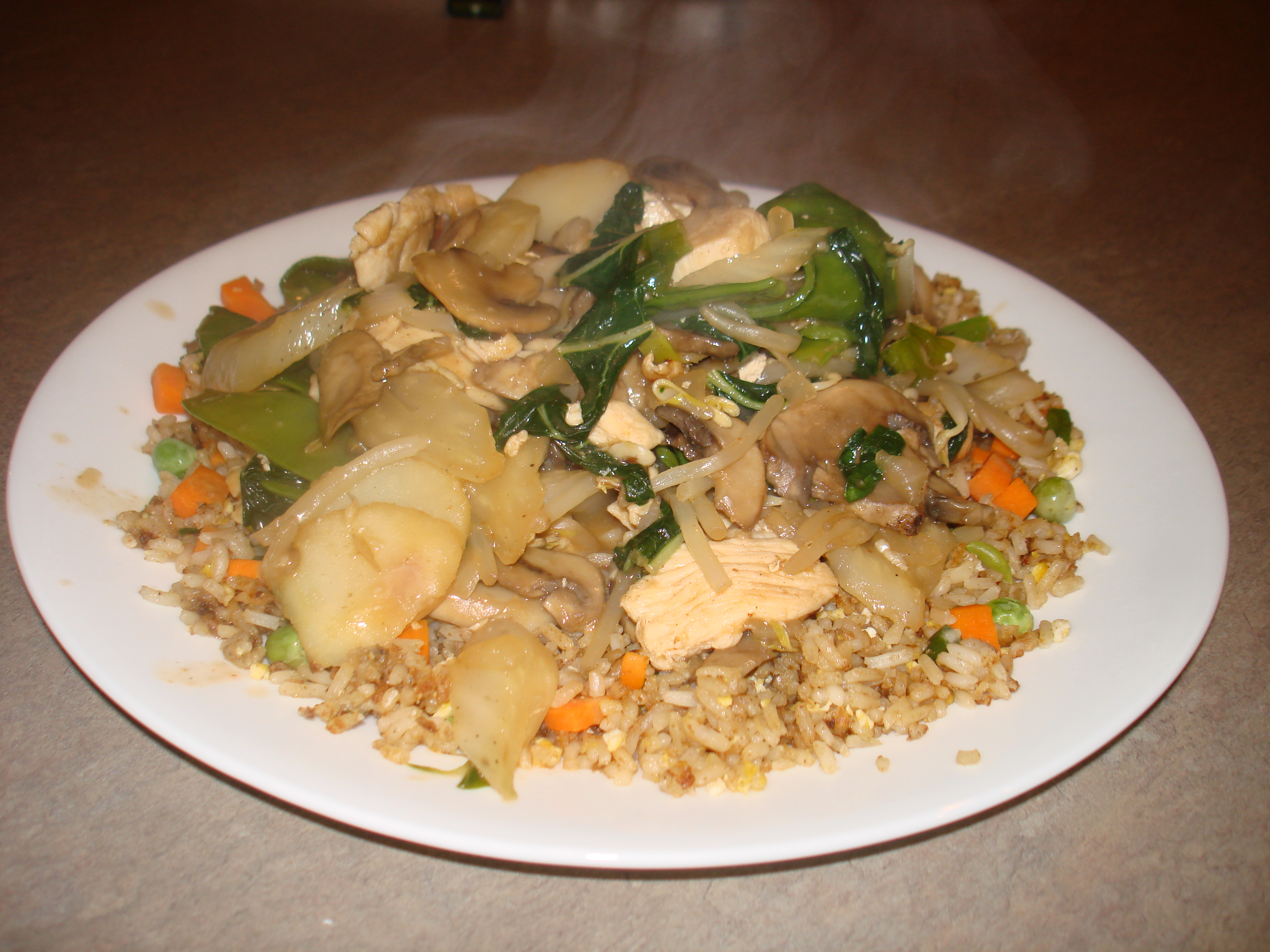
غذایی طبخ شده چینی در آمریکا شامل سیر، مرغ و برنج سرخ‌شده
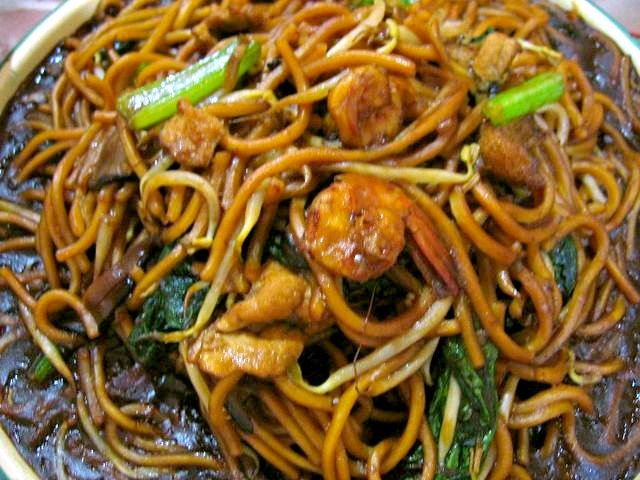
نودل چو مین در رستوران‌های آمریکا
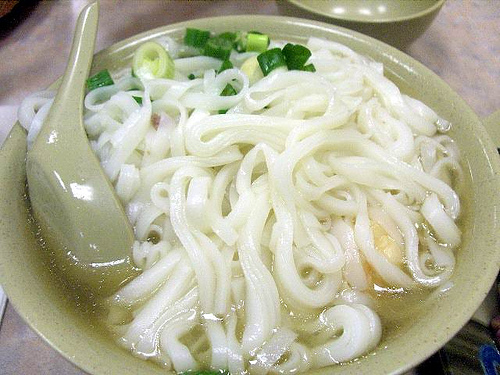
نودل چینی شاهه فن در رستوران‌های آمریکا که با برنج تهیه می‌شود
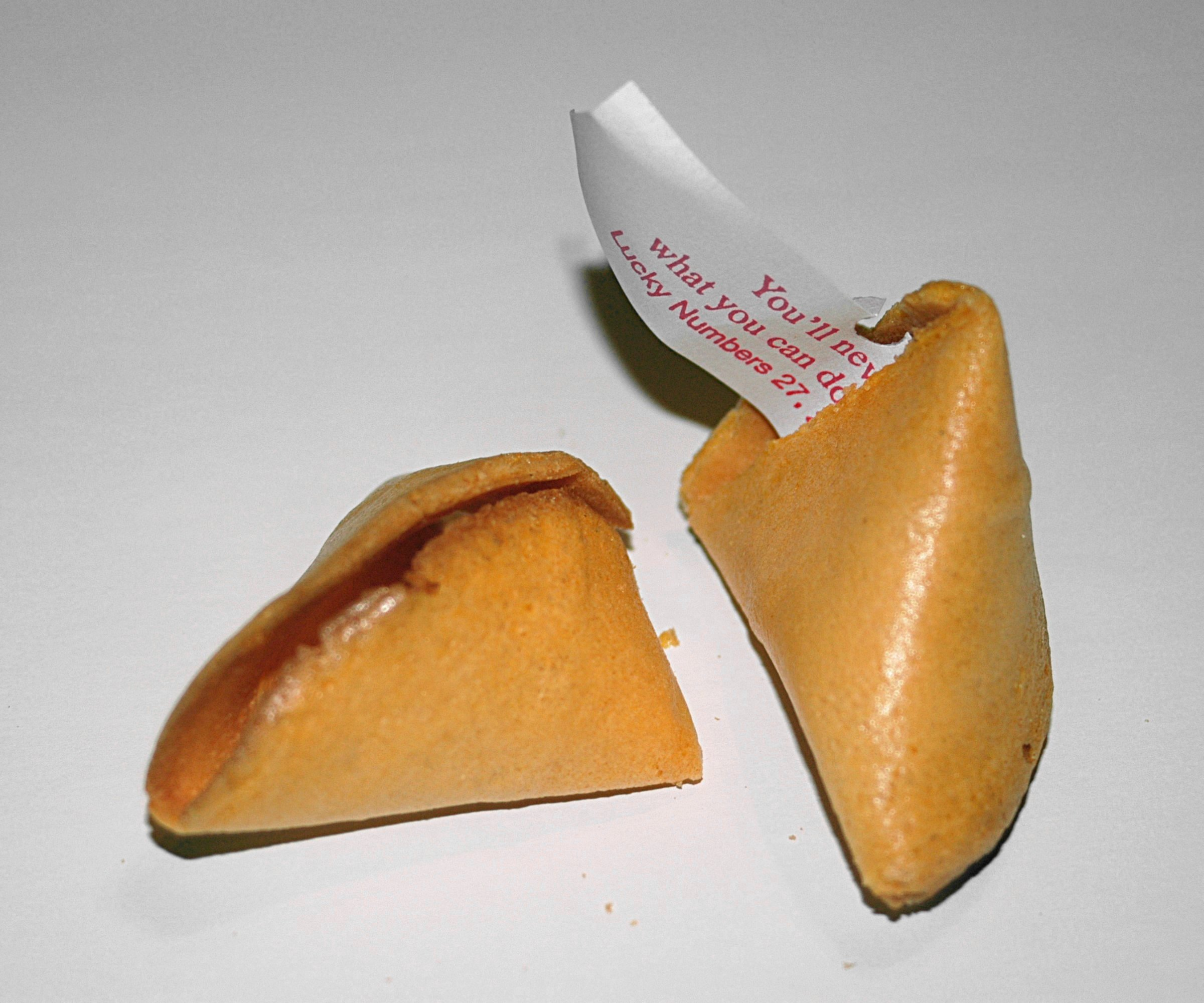
شیرینی خوش‌بختی
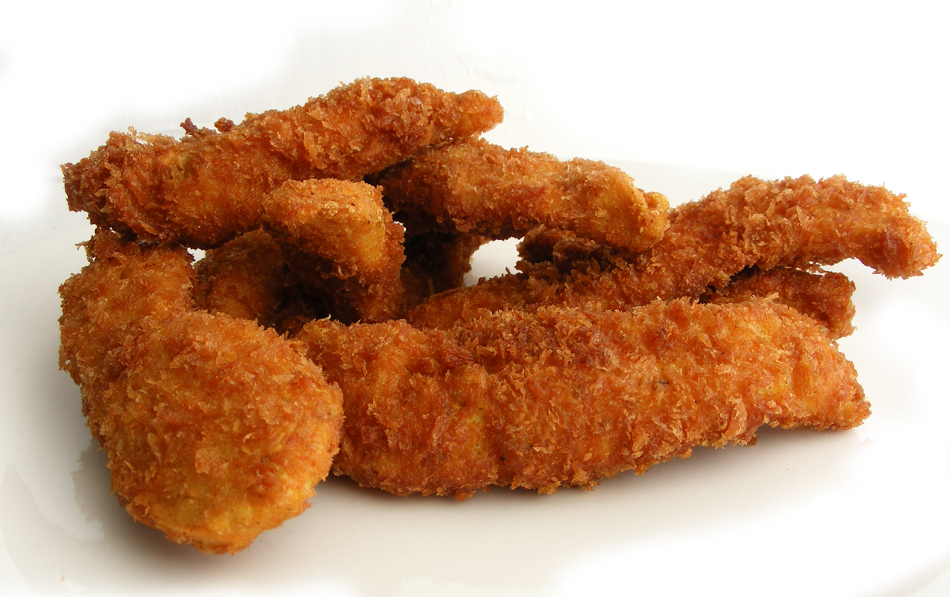
خوراک چیکن فینگر
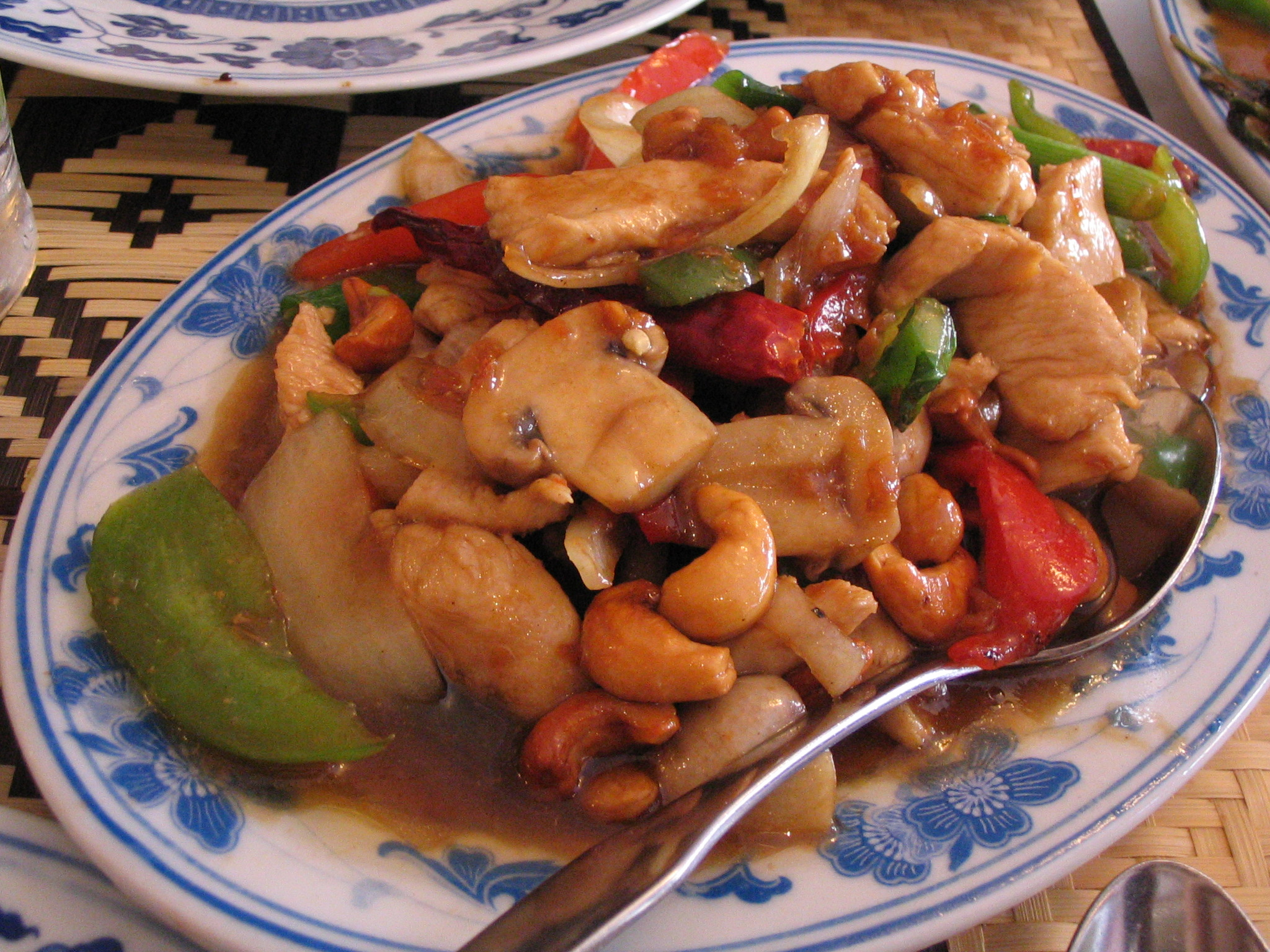
خوراک مرغ کاشو
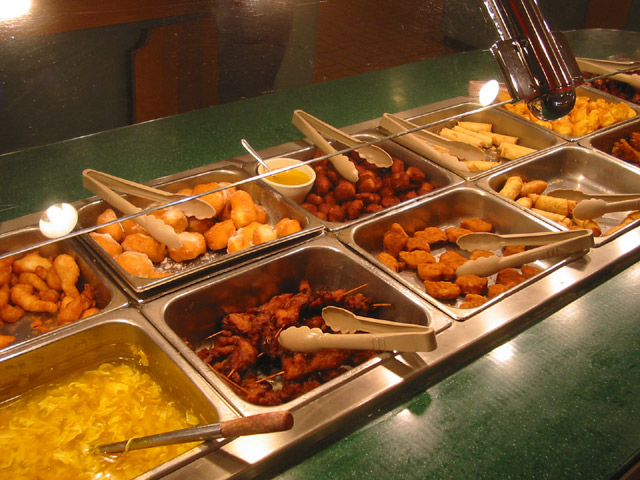
بوفه چینی دریک رستوران چینی در آمریکا